# Seznam klubů ledního hokeje v Praze
Toto je seznam klubů ledního hokeje v Praze.
| Klub               | 2015/2016      | 2014/2015      | 2013/2014      | 2012/2013      | 2011/2012        | 2010/2011        | 2009/2010      | 2008/2009      | 2007/2008      |
| ------------------ | -------------- | -------------- | -------------- | -------------- | ---------------- | ---------------- | -------------- | -------------- | -------------- |
| HC Sparta Praha    | Extraliga      | Extraliga      | Extraliga      | Extraliga      | Extraliga        | Extraliga        | Extraliga      | Extraliga      | Extraliga      |
| HC Slavia Praha    | 1. liga        | Extraliga      | Extraliga      | Extraliga      | Extraliga        | Extraliga        | Extraliga      | Extraliga      | Extraliga      |
| HC Kobra Praha     | 2. liga        | 2. liga        | 2. liga        | 2. liga        | 2. liga          | 2. liga          | 2. liga        | 2. liga        | 2. liga        |
| HC Bohemians Praha | Pražský přebor | Pražský přebor | Pražský přebor | Pražský přebor | Liberecký přebor | Liberecký přebor | Pražský přebor | Pražský přebor | Pražský přebor |
| SK Žižkov Praha    | Pražský přebor | Pražský přebor | Pražský přebor | Pražský přebor | Pražský přebor   | Pražský přebor   | Pražský přebor | Pražský přebor | Pražský přebor |
| HC Hvězda Praha    | Pražský přebor | Pražský přebor | Pražský přebor | Pražský přebor | Pražský přebor   | Pražský přebor   | Pražský přebor | Pražský přebor | Pražský přebor |
| HC Olympik Praha   | Pražský přebor | Pražský přebor | Pražský přebor | Pražský přebor | Pražský přebor   | Pražský přebor   | Pražský přebor | Pražský přebor | Pražský přebor |
| HC Kobra Praha B   | Pražský přebor | Pražský přebor | Pražský přebor | Pražský přebor | Pražský přebor   | Pražský přebor   | Pražský přebor | Pražský přebor | Pražský přebor |
| HC Slavoj Zbraslav | Pražský přebor | Pražský přebor | Pražský přebor | Pražský přebor | -                | -                | -              | -              | -              |
| HC Letci Letňany   | Pražský přebor | Pražský přebor | Pražský přebor | Pražský přebor | -                | -                | -              | -              | -              |